# Леднёв, Павел Серафимович
Па́вел Серафи́мович Леднёв (23 марта 1943, Горький — 23 ноября 2010, Москва) — советский пятиборец, двукратный олимпийский чемпион, шестикратный чемпион мира, двукратный чемпион СССР. 3-кратный победитель Кубка Европы по современному пятиборью в личном и командном первенстве (1975, 1977). Заслуженный мастер спорта СССР (1972). Выступал за «Буревестник» и Вооруженные Силы (Львов).
Выпускник Львовского государственного института физической культуры (1960—1965). Член КПСС с 1975 года.
Обладатель самого большого числа олимпийских наград в истории современного пятиборья (2 золота, 2 серебра и 3 бронзы). Самый возрастной чемпион и призёр Олимпийских игр среди пятиборцев (37 лет и 4 месяца во время Олимпиады-1980 в Москве).

## Биография
Родился в городе Горьком 23 марта 1943 года. Никогда не видел своего отца, который погиб на войне. Мать была известным врачом, а воспитывала Павла его бабушка Вера Корицкая, происходившая из русской знати. Именно бабушка научила Павла аристократическим манерам и изысканному вкусу.
Окончил Львовский государственный институт физической культуры (1965).

### Спортивная карьера
Чемпион СССР среди юношей в личном первенстве и серебряный призёр в командном зачете (1962).
Чемпион СССР (1968, 1973) в личном первенстве.
Участвовал в четырёх Олимпиадах начиная с 1968 года. Дважды — в Мюнхене и Москве — становился обладателем золота в командном зачете, но высшую олимпийскую награду в личном первенстве не выиграл ни разу. 2-й призёр Олимпийских игр (1968 — в командном зачете; 1976 — в личном зачете), 3-й призёр Олимпийских игр (1968, 1972, 1980) в личном зачете.
Выступал на 7 чемпионатах мира, завоевал 6 золотых, 4 серебряных и 2 бронзовых медалей в личном и командном первенствах.

### Тренер
В 1981—1987 годах возглавлял сборную СССР (юниоры) по современному пятиборью. Среди воспитанников Леднёва — бронзовый призёр сеульской Олимпиады-1988 Вахтанг Ягорашвили.
Последние годы являлся вице-президентом Федерации современного пятиборья России.

### Смерть
23 ноября 2010 года скончался в возрасте 67 лет в госпитале имени Бурденко после продолжительной болезни. Похоронен на 20-м участке Троекуровского кладбища в Москве.

## Семья
- Первая жена — Леднева Татьяна Викторовна, работала учительницей в школе № 4 в Львове на улице Ломоносова. После Олимпиады 1980 года вся семья Ледневых переехала в Москву. Сын Виктор стал дипломатом, он женился и у него родились 2 дочки.
- Вторая жена Айгюль Газизовна родом из Казахстана.

## Награды
- Награждён орденом Дружбы народов.
- В 1973 и 1975 годах Леднев входил в список 10 лучших спортсменов года Советского Союза по версии Федерации спортивных журналистов СССР.

## Результаты
| Год  | Город    | Возраст | Конкур | Фехтование | Стрельба | Плавание     | Бег          | Сумма | Место |
| ---- | -------- | ------- | ------ | ---------- | -------- | ------------ | ------------ | ----- | ----- |
| 1968 | Мехико   | 25 лет  | 1070   | 839        | 934/191  | 1060/3.44,4  | 892/14.51,0  | 4792  | III   |
| 1972 | Мюнхен   | 29 лет  | 1060   | 1019       | 1022/195 | 1092/3.42,8  | 1135/13.30,7 | 5328  | III   |
| 1976 | Монреаль | 33 года | 1032   | 1096       | 1022/195 | 1092/3.42,99 | 1243/12.54,7 | 5485  | II    |
| 1980 | Москва   | 37 лет  | 1026   | 1026       | 1022/195 | 1104/3.41,94 | 1204/13.07,7 | 5382  | III   |